# آروسیا
آروسیا (انگلیسی: Arroscia) رودی در کشور ایتالیا است. این رودخانه پس از طی مسافت ۳۶٫۵ کیلومتر (۲۲٫۷ مایل) به می‌ریزد.

## مشخصات
طول این رودخانه ۳۶٫۵ کیلومتر (۲۲٫۷ مایل) است.

## موقعیت
آروسیا در کشور ایتالیا قرار داشته و از عبور می‌کند.